# Großkredit- und Millionenkreditverordnung
Die Großkredit- und Millionenkreditverordnung (GroMiKV) ist eine verbindliche Vorgabe des Bundesministeriums der Finanzen sowohl für Kreditinstitute als auch für Finanzdienstleistungsinstitute. Diese Vorgabe regelt zum einen Ausnahmen im Großkreditbereich auf Basis der Wahlrechte in Art. 400 Abs. 2 Kapitaladäquanzverordnung und legt insbesondere für Millionenkreditanzeigen fest, wie Kredite nach § 19 Abs. 1 KWG bei den Millionenkreditanzeigen zu melden sind.
Die GroMiKV ist eine ergänzende Verordnung zum Kreditwesengesetz.